# Primo contatto (film)
Primo contatto (Star Trek: First Contact), noto nel fandom anche con le sigle FC e ST VIII, è un film di fantascienza del 1996 diretto da Jonathan Frakes. È l'ottavo episodio della serie cinematografica basata sulla serie TV Star Trek e il secondo dei quattro che hanno come protagonisti i membri del cast della serie TV Star Trek: The Next Generation.
L'home video è stato distribuito con il titolo Star Trek - Primo contatto.

## Trama
Dopo la distruzione della nave stellare Enterprise D, la maggior parte dell'equipaggio viene trasferito sulla nuova astronave di classe Sovereign Enterprise E. Poco prima dell'inizio del film, un cubo borg entra nello spazio federale e si dirige verso la Terra nel settore 001.
L'Enterprise, quale astronave più avanzata della Federazione, avrebbe dovuto guidare la difesa del pianeta, ma la Flotta Stellare ordina al capitano Jean-Luc Picard di recarsi nella zona neutrale romulana e di rimanervi di pattuglia. Picard sa che dai Romulani non proviene alcuna minaccia e che quell'ordine è solo un pretesto per tenerlo lontano dalla battaglia a causa dei suoi trascorsi come membro dei temibili Borg. È viceversa consapevole che la sua passata esperienza sarebbe utile nel combattere la terribile minaccia: decide pertanto di disobbedire agli ordini e di recarsi alla difesa della Terra.
L'Enterprise E giunge nel settore 001 mentre la battaglia infuria. La nave ammiraglia è stata distrutta e il cubo borg ha subito gravi danni, ma non tali da bloccarne l'avanzata. L'Enterprise riesce a salvare l'equipaggio della USS Defiant sotto attacco, teletrasportandolo a bordo; l'ufficiale a comando della Defiant, il tenente comandante Worf, si unisce a Picard nella battaglia.
Il capitano Picard assume il comando della flotta superstite e dietro suo ordine la grande difesa concentra il fuoco su un punto critico del cubo borg provocandone la distruzione, ma non prima che da esso venga espulsa una sfera che si dirige verso la Terra, attivando un tunnel temporale nel quale scompare. L'Enterprise si trova nella scia del tunnel temporale; tramite i sensori scopre che nel XXIV secolo la Terra è stata assimilata totalmente dai nemici, quindi Picard ordina di inseguire la sfera entro il tunnel temporale. L'Enterprise si trova proiettata nel giorno 4 aprile 2063; mentre sta bombardando la Terra, la sfera borg viene distrutta dall'Enterprise con una salva di siluri quantici. L'equipaggio individua l'obiettivo dei Borg in una base missilistica presso una cittadina del Montana (Bozeman) dove è previsto che il dottor Zefram Cochrane, il giorno successivo, compia lo storico viaggio inaugurale dell'astronave Phoenix, il primo vascello spaziale terrestre dotato di un motore a curvatura e da lui progettato, effettuando così il primo contatto con una civiltà aliena. Picard capisce che i temibili Borg vogliono impedire il primo contatto distruggendo la Phoenix. Si scoprirà dopo che, poco prima della distruzione della grande sfera borg, la malvagia Regina Borg e un certo numero di droni sfuggono teletrasportandosi nei tubi di Jefferies della sezione ingegneria dell'Enterprise, senza essere individuati.
Picard, La Forge, Data e alcuni ingegneri si trasportano a terra per riparare la nave danneggiata, mentre il comandante Riker e il consigliere Troi cercano di convincere il dott. Cochrane a effettuare comunque il volo inaugurale come stabilito. Il volo della Phoenix è d'importanza capitale dato che porterà al primo contatto tra una civiltà aliena e quella terrestre e quindi alla nascita della Federazione dei Pianeti Uniti.
Picard, Data e la dottoressa Crusher tornano sull'astronave per curare alcuni feriti e affrontare i problemi che affliggono il vascello: nel frattempo, infatti, i Borg hanno cominciato in segreto ad assimilare i membri dell'equipaggio e ad adattare alcuni compartimenti della nave alle loro necessità. Picard organizza quindi una difesa, ma in una delle scaramucce il comandante Data viene catturato dai Borg. Frattanto Picard incontra Lily Sloane, una Terrestre portata da Crusher sull'Enterprise per curarla. Assieme a Lily il capitano riesce a evitare alcuni Borg e a impossessarsi di un chip che memorizza i piani del Collettivo. L'obiettivo dei Borg è quello di modificare il deflettore di navigazione dell'astronave per utilizzarlo come un'antenna per richiedere rinforzi. Picard, con l'aiuto di Worf e del tenente Sean Hawk, che viene assimilato, riesce a scollegare e a distruggere il deflettore, vanificando il piano nemico.
La Phoenix viene nel frattempo riparata e Cochrane viene convinto a effettuare il volo accompagnato da Riker e La Forge. Alle 11 del 5 aprile, così come scritto nei libri di storia della Federazione, la Phoenix si stacca da terra sulle note di Magic Carpet Ride ed entra in orbita senza incidenti.
Sull'Enterprise, intanto, lo scontro con i Borg si inasprisce; Worf consiglia di attivare l'autodistruzione e di abbandonare la nave con le navette di salvataggio. Picard al momento si rifiuta, non volendo cedere un'altra nave ai Borg, ma si sente paragonare da Lily al capitano Achab di Moby Dick, talmente ossessionato dal desiderio di vendetta da distruggere, oltre se stesso, anche la nave e l'equipaggio. Picard decide allora di seguire il consiglio ordinando l'autodistruzione. L'equipaggio abbandona la nave, con l'eccezione del capitano che rimane a bordo nel tentativo di salvare Data.
La regina sta cercando di convincere l'androide a unirsi al collettivo: per invogliarlo gli fa installare sul viso e sull'avambraccio dei frammenti di pelle organica al fine di renderlo più umano, l'aspirazione fondamentale di Data. Picard irrompe nella sezione ingegneria e si consegna alla Regina Borg, promettendole di lasciarsi assimilare volontariamente e di essere la sua controparte in cambio della libertà di Data. La regina rifiuta, affermando di avere già una controparte adeguata in Data. Ordina quindi all'androide di disattivare l'autodistruzione e di fornirle il controllo del computer dell'astronave. Data esegue l'ordine. La regina gli ordina quindi di distruggere la Phoenix con i siluri. Data manca volontariamente l'astronave (pochi istanti prima che questa entri in curvatura), facendo esplodere al contempo un condotto di refrigerante, corrosivo per i tessuti organici. Il corpo della regina Borg viene dissolto mentre Picard riesce a salvarsi. I droni, privati della loro regina e liquefatti nei loro componenti organici, collassano.
Il primo volo della Phoenix si dimostra un successo ("di nuovo"). Al ritorno di Cochrane sulla Terra, un'astronave vulcaniana (che aveva individuato la traccia di curvatura dell'astronave terrestre) atterra la sera stessa nella base del Montana. Cochrane effettua così il primo contatto con un civiltà aliena. In risposta al tipico saluto vulcaniano del capitano vulcaniano, con la mano aperta a V e la frase "Lunga vita e prosperità", Cochrane offre agli imbarazzati emissari vulcaniani la musica rock e le bevande alcooliche terrestri, mentre l'Enterprise intraprende il ritorno nel XXIV secolo.

## Personaggi
- Jean-Luc Picard, interpretato da Patrick Stewart.
Capitano della USS Enterprise E ed ex membro della collettività borg, in cui aveva la designazione di Locutus di Borg. Cercherà di fermare l'assimilazione dell'Enterprise, arrivando persino a prendere in considerazione l'autodistruzione dell'astronave.
- William T. Riker, interpretato da Jonathan Frakes.
Primo Ufficiale della USS Enterprise E. Insieme alla consigliera Troi, si occuperà di avvicinare Cochrane in modo tale però da non violare la Prima direttiva.
- Worf, interpretato da Michael Dorn.
Comandante della USS Defiant e poi ufficiale tattico sulla USS Enterprise E. Aiuterà Picard a fermare l'assimilazione dell'astronave.
- Beverly Crusher, interpretata da Gates McFadden.
Ufficiale medico capo della USS Enterprise E. Rimasta intrappolata sull'Enterprise, si prodigherà per salvare tutti i degenti dell'infermeria usando l'MOE.
- Geordi La Forge, interpretato da LeVar Burton.
Ufficiale ingegnere capo della USS Enterprise E. Si occuperà di aiutare Cochrane a riparare la Phoenix.
- Deanna Troi, interpretata da Marina Sirtis.
Consigliera della USS Enterprise E. Insieme al primo ufficiale Riker, cercherà di stringere amicizia con Cochrane in modo tale però da non violare la Prima direttiva.
- Data, interpretato da Brent Spiner.
Androide, è Secondo Ufficiale e Capo Operazioni della USS Enterprise E; a causa della sua perenne ricerca dell'umanità sembrerà inizialmente sedotto dalla Regina Borg e dalla sua promessa di renderlo più umano, ma alla fine non tradirà i suoi compagni.
- Regina Borg, interpretata da Alice Krige.
È un particolare drone, in grado di coordinare la collettività borg, ma al tempo stesso è in grado di pensare come un individuo singolo. Cercherà di fermare il volo di Cochrane pensando di avere l'aiuto dell'androide Data.
- Zefram Cochrane, interpretato da James Cromwell.
Ingegnere,  progettista della Phoenix e del primo motore a curvatura. Il suo volo porterà al primo contatto con la prima specie aliena conosciuta dagli Umani, i Vulcaniani.
- Lily Sloane, interpretata da Alfre Woodard.
Amica di Cochrane e, secondo la linea temporale originaria, copilota della Phoenix; in realtà resterà bloccata sulla USS Enterprise E mentre è sotto attacco dei Borg, e verrà sostituita da Riker.
- Medico Olografico di Emergenza, interpretato da Robert Picardo.
Il personaggio era un protagonista della serie Star Trek: Voyager.
- Il maître, interpretato da Ethan Phillips.
Maître del locale da ballo sul ponte ologrammi. L'attore aveva interpretato Neelix in Star Trek: Voyager.
- Sean Hawk, interpretato da Neal McDonough.
Tenente, è il timoniere dell'Enterprise E.

## Produzione
Brannon Braga e Ronald D. Moore, i due sceneggiatori del film, appaiono come comparse nella scena del ponte ologrammi.

## Colonna sonora
Il film segna l'ennesimo ritorno di Jerry Goldsmith (Star Trek: Il film e Star Trek V: L'ultima frontiera) nelle vesti di compositore. Si occuperà della colonna sonora anche nei due film successivi.

## Distribuzione
Il film è uscito nelle sale cinematografiche statunitensi il 22 novembre 1996. In Italia, invece, è uscito il 14 febbraio 1997.

### Doppiaggio italiano
L'edizione italiana del film è stata diretta da Manlio De Angelis (già direttore e anche autore di dialoghi del quarto e settimo capitolo), mentre il doppiaggio italiano è stato eseguito dalla SEFIT-CDC.

## Accoglienza
Il film, prodotto ad un costo stimato di circa 45 milioni di dollari (10 più del precedente), ne guadagnò al botteghino 150 (di cui oltre 30 solo nel fine settimana di apertura negli USA), a cui si sono aggiunti nel tempo altri 115 milioni di dollari per i noleggi nel circuito dell'home video.
Fantafilm lo definisce "meno dispersivo del precedente" e scrive che "anche se non privo di qualche momento di debolezza, il film si rivela spettacolare e coinvolgente specie per i fans, che vi ritrovano i tormenti di Picard [...] e una regina Borg che svela insospettate arti di seduzione."

## Riconoscimenti
- 1997 – Premio Oscar
  - Candidatura a miglior trucco e acconciatura a Michael Westmore, Jake Garber e Scott Wheeler
- 1997 – Awards Circuit Community Award
  - Candidatura a migliori effetti visivi
- 1997 – Blockbuster Entertainment Awards
  - Candidatura a miglior attore in un film di fantascienza a Patrick Stewart
  - Candidatura a miglior attore non protagonista in un film di fantascienza a Jonathan Frakes
- 1997 – BMI Film & TV Award
  - Jerry Goldsmith
- 1997 – Golden Satellite Award
  - Candidatura a migliori effetti visivi a John Knoll
- 1997 – Premio Hugo[6]
  - Candidatura a miglior rappresentazione drammatica
- 1997 – Image Awards
  - Candidatura per la miglior attrice non protagonista in un film a Alfre Woodard
- 1997 – OFTA Film Award
  - Miglior film di fantascienza/fantasy/horror
  - Miglior attore di film di fantascienza/fantasy/horror a Patrick Stewart
  - Miglior attrice di film di fantascienza/fantasy/horror ad Alice Krige
  - Migliori trucco e acconciatura a Michael Westmore, Scott Wheeler, Jake Garber, Lee Ann Brittenham
  - Candidatura a miglior attore di film di fantascienza/fantasy/horror a Brent Spiner
  - Candidatura a miglior attrice di film di fantascienza/fantasy/horror ad Alfre Woodard
  - Candidatura a miglior scenografia a Herman F. Zimmerman, Ron Wilkinson e John M. Dwyer
  - Candidatura a miglior mixaggio sonoro a Steve Pederson, Tom Perry e Brad Sherman
  - Candidatura a miglior montaggio di effetti sonori a Cameron Frankley e James Wolvington
  - Candidatura a migliori effetti visivi a John Knoll Adam Howard, George Murphy e Scott Rader
- 1997 – Saturn Award
  - Miglior attore non protagonista a Brent Spiner
  - Miglior attrice non protagonista a Alice Krige
  - Miglior costumi a Deborah Everton
  - Candidatura a miglior film di fantascienza
  - Candidatura a miglior attore a Patrick Stewart
  - Candidatura a miglior regia a Jonathan Frakes
  - Candidatura a miglior sceneggiatura a Brannon Braga e Ronald D. Moore
  - Candidatura a miglior trucco a Michael Westmore, Scott Wheeler e Jake Garber
  - Candidatura a migliori effetti speciali a John Knoll
  - Candidatura a miglior colonna sonora a Jerry Goldsmith
- 2017 – 20/20 Awards
  - Miglior trucco